# Baudet Donon Roussel
Établissements BAUDET-DONON-ROUSSEL (BDR) war ein französisches Stahl- und Maschinenbauunternehmen mit Sitz in Argenteuil.

## Geschichte

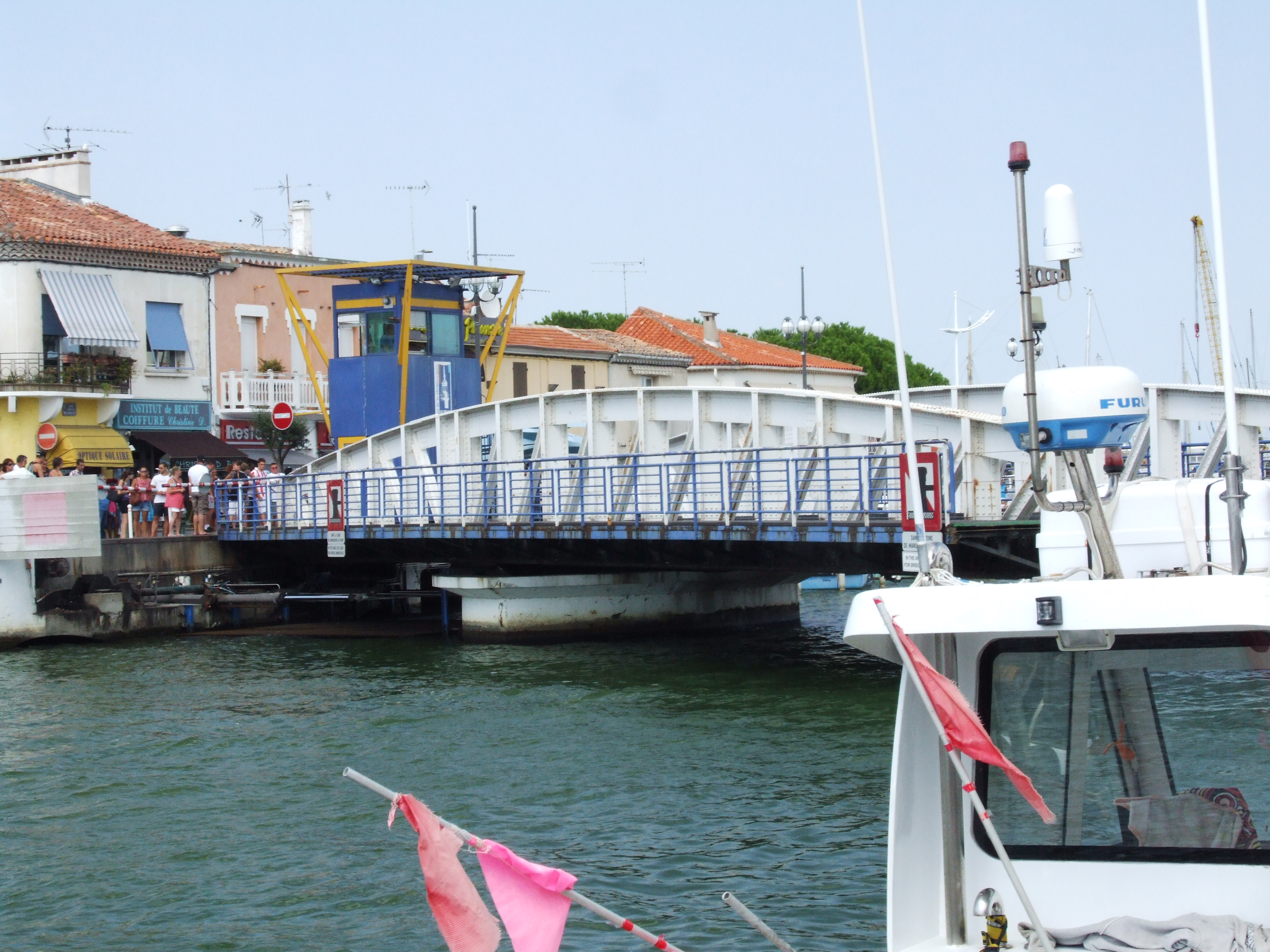
Drehbrücke in Le Grau-du-Roi, erbaut von BDR

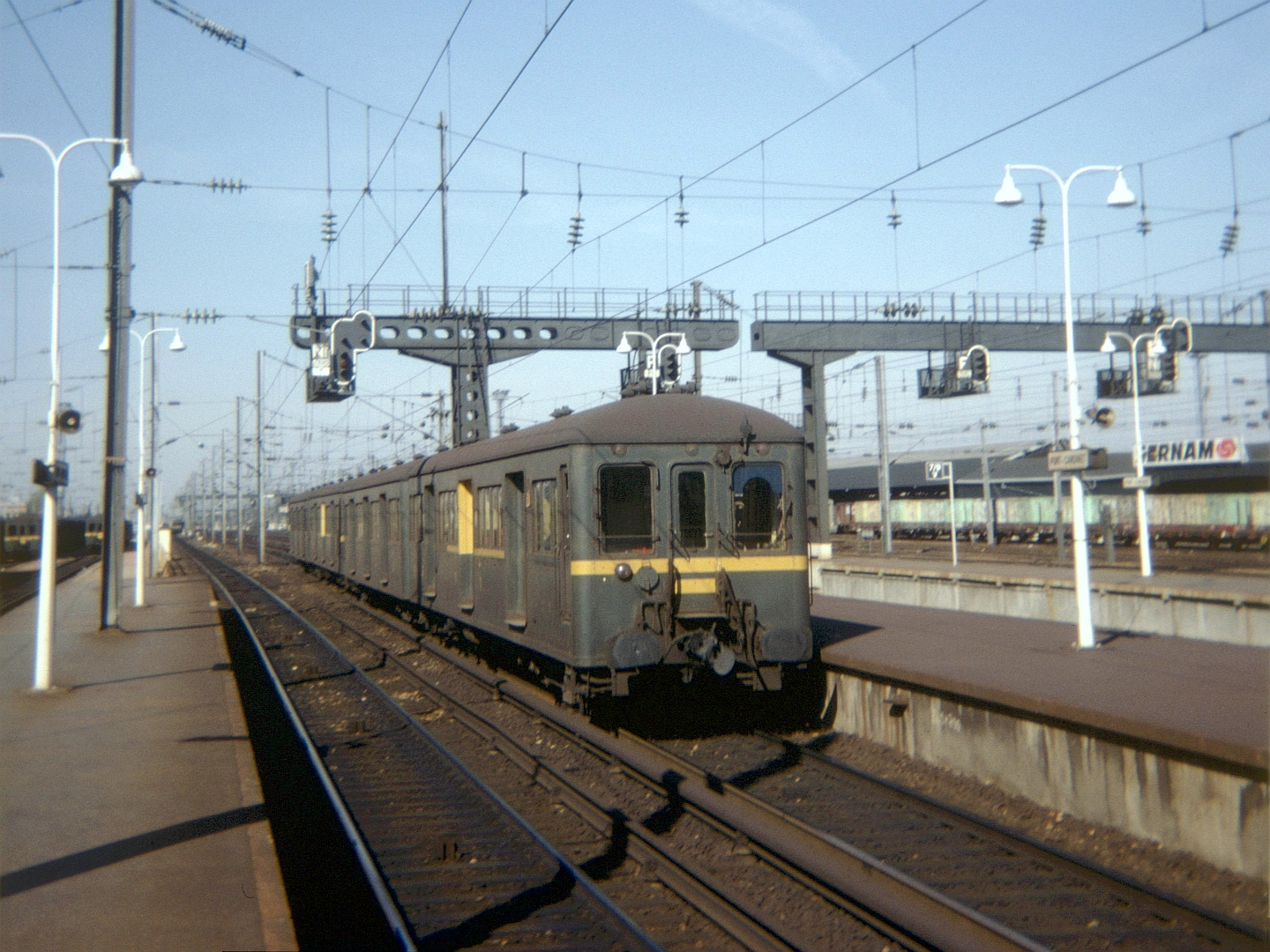
SNCF Z 1400

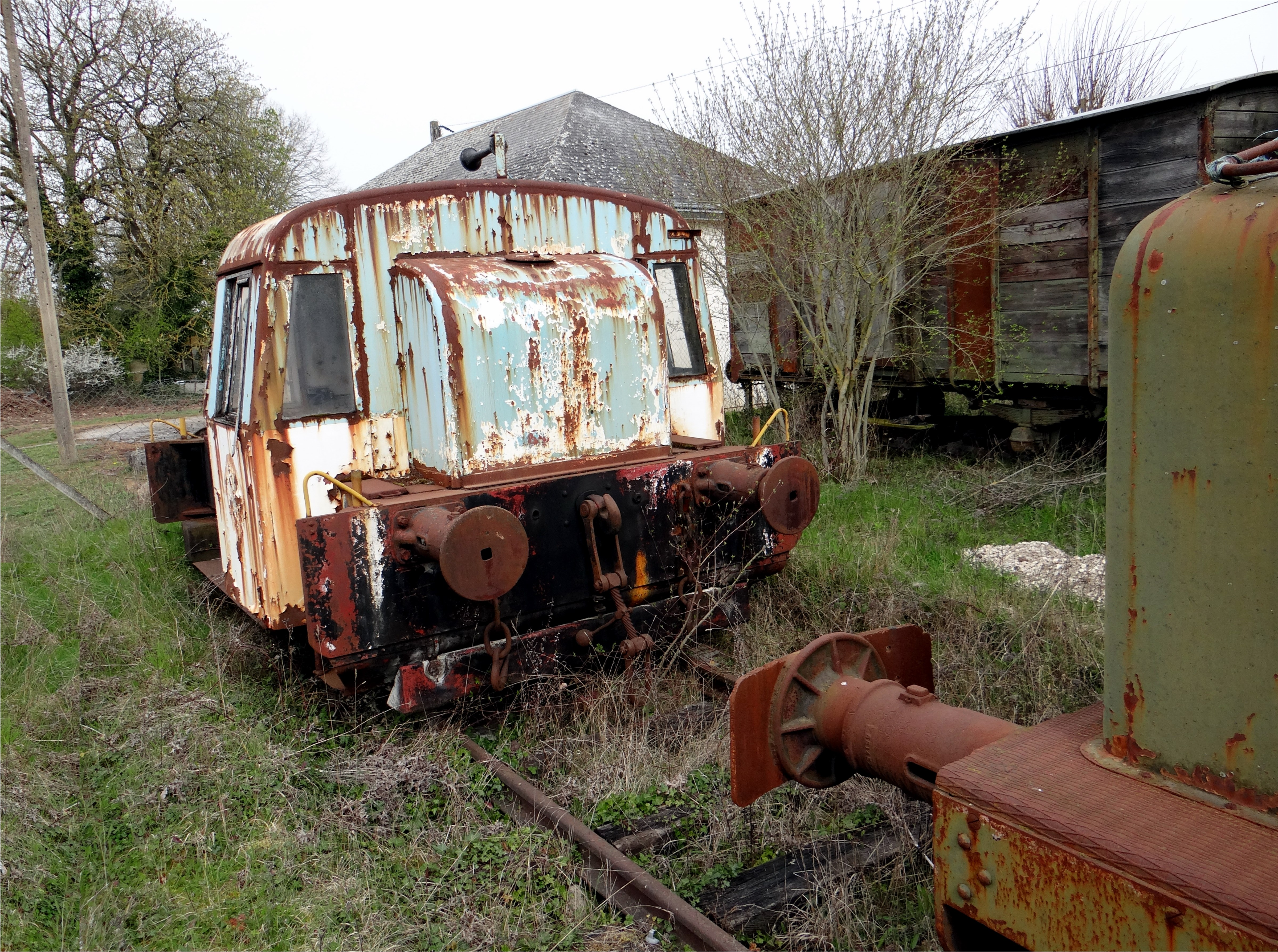
90 PS Kleinlokomotive von BDR

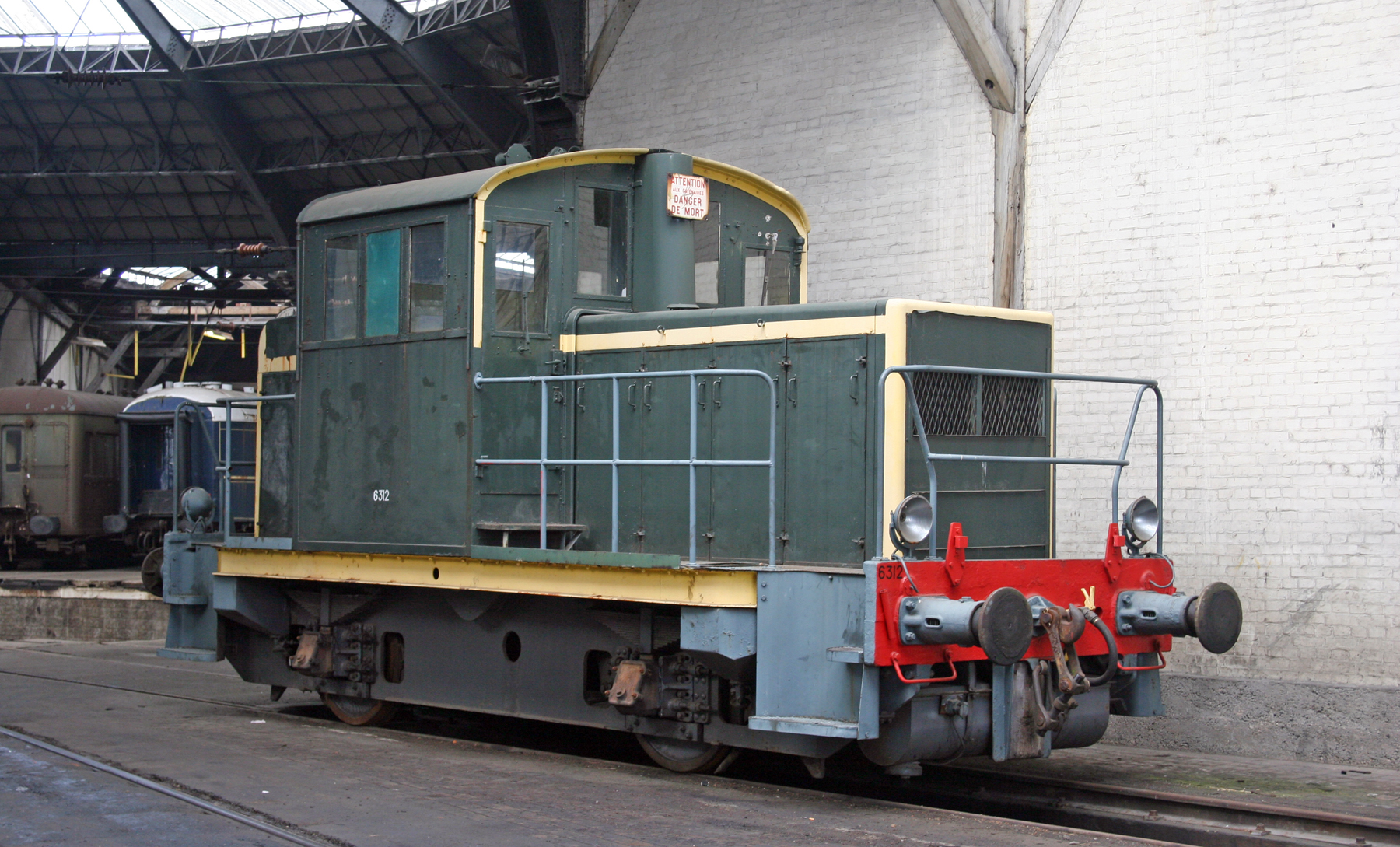
SNCF Y 6230 (ex SNCF Y 6012), erbaut von BDR (Nr. 455)

Die im Jahre 1857 gegründete Établissements Baudet Donon et Cie und die 1910 gegründete société Jules Roussel fusionierten im Jahre 1924 und
firmierten fortan unter dem Namen Établissements Baudet Donon Roussel (Etabl. Baudet, Donon et Roussel Argenteuil).
Die Werksanlagen waren unmittelbar beim Bahnhof der Strecke St Lazare–Pontoise in Argenteuil an der 2 place Aristide Briand, der Verwaltungssitz befand
sich in Paris, 139 rue Saussure, 17e.
Sie ist eine von zahlreichen Firmen der Metallindustrie sowie Schiffs- und Flugzeugwerften (Dassault-Bréguet, Lorraine Dietrich, Donnêt-Leveque, Schreck),
die sich während der Industrialisierung am Flussufer der Seine ansiedelten. War die Vorgängergesellschaft Baudet Donon et Cie ein bedeutsames Unternehmen im Brückenbau,
wurde ein Produktionsschwerpunkt der BDR die Fertigung von Eisenbahnfahrzeugen. Im Jahre 1960 schloss sich das Unternehmen mit der Société des anciens Établissements Eiffel, die auf den Gründer Gustave Eiffel zurückgeht,
zusammen und trug fortan den Namen Eiffel Baudet-Roussel constructions métalliques.

## Produkte
Unmittelbar nach dem Firmenzusammenschluss zur BDR beteiligte ich die Firma zwischen 1925 und 1927 am Bau
von Triebwagenanhängern für die Baureihe ETAT Z 1400 einer Pariser Vorortbahn. Nur vereinzelt und in Kleinstserie
beteiligte sich das Werk in den folgenden Jahren am Bau von Dieseltriebwagen anderer Vorgängergesellschaften der späteren staatlichen Eisenbahngesellschaft Frankreichs Société nationale des chemins de fer français
(SNCF; deutsch Nationale Gesellschaft der französischen Eisenbahnen) wie den ZZC 60 A 1 für die
Compagnie du chemin de fer Paris-Lyon-Méditerranée (PLM)
und ZZ 15 bis ZZ 16 für die Compagnie des chemins de fer du Nord (Nord) aus dem Jahre 1934.
Gegen Ende der 1920er Jahre begann der Aufschwung der Fabrik mit dem zunehmenden Einstieg in die Fertigung von Kleinlokomotiven (locotracteur) mit
Verbrennungsmotor, die dank ihrer einfacheren Handhabung an allen Orten begannen, Dampflokomotiven bei Rangierarbeiten auf Bahnhöfen
und bei Industriebetrieben abzulösen. Unter anderem lieferte man Kleinserien an ETAT und Nord,
beispielsweise die später bei der SNCF als Y 6020 und Y 7020 eingereihten Maschinen. Eine im Jahre 1930 an die Industrie gelieferte Draisine ist bei der Museumsbahn
Chemin de fer de la vallée de l'Eure  in Pacy-sur-Eure erhalten.
Ein weiteres Betätigungsfeld in den 1930er Jahren wurde die Ausrüstung der Maginot-Linie mit Lastenaufzügen für die Geschütze
in den Bunkeranlagen.
Unvollendet blieb das Projekt der Entwicklung eines mittelschweren Panzers mit der Bezeichnung Char G1B.
Nach dem Krieg wurde die Fertigung von Kleinlokomotiven erfolgreich fortgeführt und ausgeweitet. Den Prototypen
der Reihe SNCF Y 6000 folgte die 52 Exemplare umfassende Baureihe SNCF Y 2100, die ausschließlich von BDR geliefert wurde. In größeren Stückzahlen beteiligte sich BDR mit knapp sechzig Lieferungen an der SNCF Y 6200. Innerhalb dieser Baureihe stammten die SNCF Y 6201–6230 aus den Baujahren 1949 und 1950 sowie die SNCF Y 6301–6330, geliefert in den Jahren 1954 und 1955, von BDR.
Verbreitet war auch eine 90-PS-Industrielokomotive, von der einige Maschinen bei Museumsbahnen überlebt haben. Dieser auch als Standard bezeichnete Typ basiert auf den in den 1940er Jahren gelieferten Typen HSMV für Normal- und HSME für Schmalspur, ausgerüstet mit einem 80 PS–Motor.
Größere Bauarten und Lieferungen ins Ausland, wie zum Beispiel eine 300-PS-Rangierlokomotive für Vietnam blieben die Ausnahme.
Daneben war das Unternehmen wichtiger Lieferant für Aufzüge. Der Brückenbau blieb während der gesamten Firmengeschichte eine Fertigungslinie, davon zeugen heute beispielsweise
die Drehbrücke in Le Grau-du-Roi, die Bogenbrücke Jaulgonne von 1948
oder die Eisenbahnbrücke bei Châtellerault.